# '88さいたま博覧会
'88さいたま博覧会（'88さいたまはくらんかい）は、1988年（昭和63年）に埼玉県熊谷市で開催された地方博覧会。
略称はさいたま博（さいたまはく）。

## 概要
- 開催期間 - 1988年3月19日から5月29日の72日間
- 会場及び規模 - 熊谷市大字上川上 20ha 駐車場 19ha
熊谷市立中条中学校校庭など、周辺に臨時駐車場点在
- 動員目標 - 200万人
- 入場者数 - 250万8,250人
- テーマ - 自由－躍動する未来の創造
- スローガン - EXCITING SAITAMA'88
- マスコット - さいたーマン （埼玉の「玉」がモチーフ。さいたは、咲いたをかけている）
- テーマソング - GET IT BACK/竜童組(作詞:阿木燿子 作曲:宇崎竜童)

## 開催後
跡地
現在は熊谷スポーツ文化公園になっている（熊谷ラグビー場を中心とした西側のエリアが該当する）。
名残
公園内にさいたま博記念の森として名を残している。
かつては道路愛称として、さいたま博通り（県道熊谷館林線）があったが、2018年3月31日をもって廃止され、ラグビーロードとなっている。この元さいたま博通りには「さいたま博通り店」などと称しているさいたま博通り沿線の店舗があり、改名の義務は無いが、一部で変更する例も見られる。
開催を記念して、秩父鉄道秩父本線にて、蒸気機関車C58牽引の観光列車「SLパレオエクスプレス」が運行を開始し、30年近く経った現在でも運行されている。

## パビリオン
テーマ館－動夢さいたま21
- 出展者:さいたま博覧会実行委員会
- 埼玉県の歴史、文化の紹介。パレオパラドキシアの化石等の展示。映像は、サイズ18m×4mの23面マルチスクリーンで「さいたまヒューマンハーモニー」を上映。

渋沢栄一館
- 出展者:さいたま博覧会実行委員会
- 埼玉県出身の渋沢栄一の紹介。

くまがや館
- 出展者:熊谷市
- 熊谷市の紹介。熊谷の名産品販売コーナーもあった。

埼自販くるま館
- 出展者:埼玉県自動車販売店協会
- レースカーなどの車の展示と車の映像紹介。

TEPCO 3Dワールド東京電力館
- 出展者:東京電力

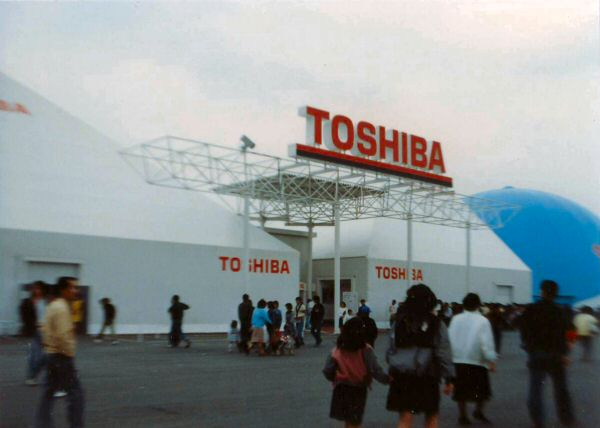
東芝館

- 3D立体映像でSFファンタジーを上映。

ふれあい郵政館
- 出展者:郵政省
- 郵便クイズやキャプテンシステム、ハイビジョンの紹介。館内には郵便局も設置されていた。

日本たばこ館
- 出展者:日本たばこ産業
- 日本たばこ産業が支援するモータースポーツの紹介。半円形のスクリーンを使ってF3000の映像を上映。

未来つくろう館
- 出展者:さいたま博覧会建設パビリオン出展実行委員会
- ピラミッド型パビリオンで建築物等の映像を上映。野外では建設機械を展示。

ミサワホーム館
- 出展者:サイサンミサワホーム、ミサワホーム
- モデルハウスの展示

セキスイハイム館
- 出展者:積水化学工業
- モデルハウスの展示

東芝館
- 出展者:東芝
- 3D立体映像でSFファンタジー「夢幻伝説－聖戦士ダイスケ」を上映。

埼玉銀行館
- 出展者:埼玉銀行
- 円形ドーム型パビリオンで3D立体映像を上映。

CO・OPフレッシュランド
- 出展者:さいたま生活協同組合
- CO・OPの活動紹介、プレイランドなど

NTTスーパードーム21
- 出展者:NTT
- 未来のテレコミュニケーションの紹介

三国コカコーラ館
- 出展者:三国コカ・コーラボトリング
- 自販機、休憩所、ミニSLがあった。

ヤマザキHSSTステーション

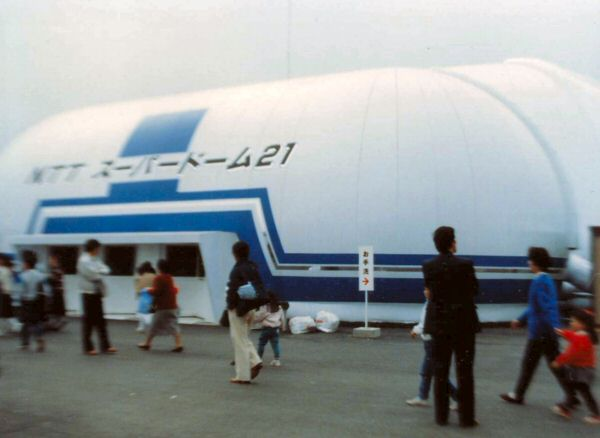
NTTスーパードーム21

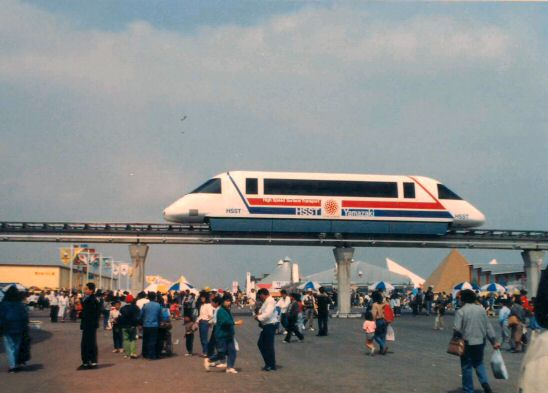
HSST

- 出展者:山崎製パン、(株)エイチ・エス・エス・ティ
- HSSTに乗れた。

たいぎんグリーンハウス
- 出展者:大生相互銀行
- 水耕栽培の温室があった。

さいしん やすらぎ館
- 出展者:埼玉縣信用金庫
- 美術館。原田泰治の作品や地元の人が作成した作品展示など。

21世紀交通館
- 出展者:日本航空、埼玉県、コニカ、本田航空
- 飛行機、ロケット、宇宙服の展示など

ヘルシー21館
- 出展者:日本酸素、サイサン、埼玉県、キューアル、関西マルタカ、オムコ、埼玉県薬剤師協会、東部アルビ、トレヴィ、戸崎金属
- 健康をテーマに各種展示。体力測定、血圧測定、マッサージチェアーの体験など。

水と緑の館
- 出展者:荏原製作所、埼玉県農協、プラントサービス、ナチュラルグループ本社、埼玉県観光農業協会
- 水とみどりをテーマに各種展示。水族館もあった。

まちづくり館
- 出展者:日本鋼管ライトスチール、日本鋳鉄管、住宅・都市整備公団、埼玉県、埼玉県企業局、住友電装
- まちづくりに関連する各出展者の事業紹介。

豊かなくらし館
- 出展者:HOYA、チーゼル機器、理化学研究所、エレクトロラックス、キンカ堂、花菱縫製、東京ガス、ぺんてる、三井金属鉱業、出光興産
- 衣食住に関連する各出展者の事業紹介。

明日のエレクトロニクス館
- 出展者:日立グループ、富士通、日本IBM、沖電気工業、三菱電機、日本信号、富士電機、岩崎電気、日本鉱業、日本電気、松下電器産業
- 各エレクトロニクスの各出展者の事業紹介。クイズ、立体映像など

グルメ館
- 出展者:森乳業、ネッスル、サッポロビール、日東製粉、古香、雪印乳業、大宮ハム、ローマイヤ、常楽商工、オリエント通商
- 食に関連する各出展者の事業紹介。

ふるさと産業・物産館
- 出展者:地元企業、自治体など
- 地場産業の実演と販売。

ふるさと埼玉館
- 出展者:埼玉県内の市町村
- 県内の各市町村の紹介など

インポートバザール館
- 出展者:商社など
- 輸入品の販売など

リムトレイン
- 出展者:日本モノレール協会

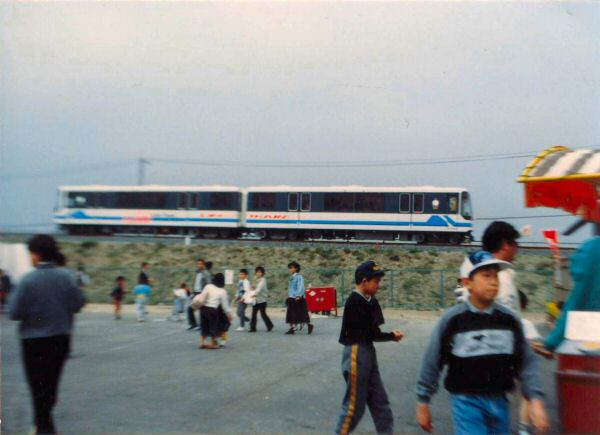
リムトレン

- リニアモーターで推進する列車。実用実験線は全長850m。大人300円、子供200円で乗れた。

ワールドエンターティンメント館
- 出展者:西武セゾングループ
- ディズニーのスケートショー「ウォルトディズニーマジックキングダムオンアイス」の公演。入場料は2,500円だった。

どっかん広場
- 出展者:日本道路
- 土管を使った広場。

その他
- 光のモニュメント
- あげおからくり大つなひき時計
- カナダドライ緑の泉
- 秩父巡礼巡り
- ONODAおもしろパーク
- 越谷だるま
- くつろぎの広場
- ヘリコプター遊覧

## プレイランド
- 出展者:泉陽興業
- エンタープライズ
- グレートポセイドン
- 大観覧車
- キャメルコースター
- ファンハウス
- サイクルモノレール
- サイクルコースター
- ドラゴンコースター
- ダウンタウン
- 迷路
- メリーゴーランド
- スーパースイング
- ビーターパン
- 周回列車
- その他、ゲーム、小型乗物

現在、プレイランドのアトラクションの一部が千葉県野田市にある「もりのゆうえんち」で稼動している。

## 入場料
- 第1期前売券（一般）1,600円、（高校生）1,200円、（小・中学生）800円、（幼児3歳以上）400円
- 第2期前売券（一般）1,700円、（高校生）1,250円、（小・中学生）850円、（幼児3歳以上）400円
- 当日券（一般）2,000円、（高校生）1,500円、（小・中学生）1,000円、（幼児3歳以上）500円
- 団体券（一般）1,800円、（高校生）1,200円、（小・中学生）800円、（幼児3歳以上）400円

## ライブコンサート
開催期間中、会場内のステージにてコンサートが開かれた。
- 島田奈美
- デュークエイセス
- 白鳥英美子
- 松本典子
- スターダストレビュー
- バブルガム・ブラザーズ
- 竜童組
- 中原めいこ
- 所ジョージ
- 新田恵利
- ラッツ&スター
- カシオペア
- ブレッド&バター

その他、引田天功と東京魔術団による41回のマジックショーがあった。

## 公開録画
開催期間中、会場内のステージにてテレビやラジオの公開録画、放送が行われた。
- 街かどテレビ11:00（TBSテレビ）
- ひるの散歩道（NHKラジオ第1放送）
- フルフルサタデー古舘伊知郎のどきどきモンスター（ニッポン放送）
- 生島ヒロシ いきいき大放送（TBSラジオ）
- 伊東四朗のあっぱれ土曜ワイド（文化放送）
- 満載ラジオ555（ラジオたんぱ）

## 参考資料
- '88さいたま博覧会公式記録（埼玉県/さいたま博覧会実行委員会）